# Courcelles-Chaussy

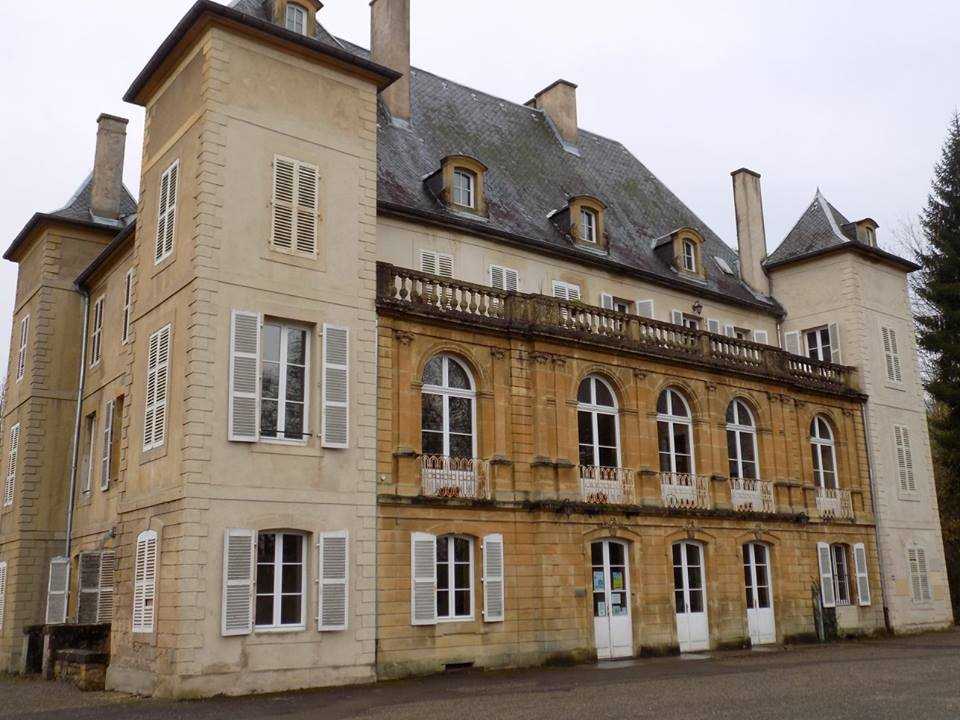
Schloss Urville

Courcelles-Chaussy (deutsch Kurzel, 1940–1944 Kurzel an der Straße) ist eine französische Gemeinde mit 3005 Einwohnern (Stand 1. Januar 2022) im Département Moselle in der Region Grand Est (bis 2015 Lothringen).

## Geographie
Die Gemeinde Courcelles-Chaussy liegt in Lothringen an der Französischen Nied, 15 Kilometer östlich von Metz und fünf Kilometer nordöstlich von Pange.

## Geschichte
Die Ortschaft gehörte früher zuerst zur Herrschaft Raville und dann zum Bistum Metz. Auf dem Gebiet der Gemeinde finden sich Überreste von Villen aus der Römerzeit.
Die Ortschaft entstand im Mittelalter aus den beiden Ortsteilen Courcelles (1178 erwähnt als Curcellis 1448: Kürtzel, 1462: Kortzel, 1542: Courtzell) und Chaussy (bereits um 610 als Calciago erwähnt, deutsch Kelsch), die zu beiden Seiten der alten Römerstraße nach Metz lagen.
1552 wurde Courcelles-Chaussy zusammen mit der Reichsstadt Metz und weiteren umliegenden Ortschaften von Frankreich okkupiert, das sich den annektierten Besitz im Westfälischen Frieden bestätigen ließ. Der Ort wurde ein regionales Zentrum der Hugenotten, die dort um 1560 eine reformierte Kirche erbauten. Sie hatte bis 1685 Bestand, als mit dem Edikt von Fontainebleau evangelische Gottesdienste in Frankreich verboten wurden. Nach dem Toleranzedikt von 1787 kehrten 1797 einige Protestanten zurück und errichteten erneut eine reformierte Kirche.
1812 wurde das Nachbardorf Pont-à-Chaussy (1270 erwähnt als Kurtzebrucken, deutsch Kalscherbruck) eingemeindet.
Durch den Frankfurter Frieden vom 10. Mai 1871 kam die Region an das deutsche Reichsland Elsaß-Lothringen, und das Dorf wurde dem Landkreis Metz im Bezirk Lothringen zugeordnet. Die Dorfbewohner betrieben Getreide-, Obst-, Gemüse- und etwas Weinbau. Der Ort wurde durch das Schloss Urville (oder Schloss Urweiler) bekannt, das Wilhelm II. käuflich erwarb und renovieren und umbauen ließ, um es als Sommerresidenz zu nutzen. Auf seine Initiative hin entstand 1894/95 die sogenannte Kaiserkirche.
Nach dem Ersten Weltkrieg musste die Region aufgrund der Bestimmungen des Versailler Vertrags 1919 an Frankreich abgetreten werden und wurde Teil des Département Moselle.
Im Zweiten Weltkrieg war die Region von der deutschen Wehrmacht besetzt.
1973 wurde das Nachbardorf Landonvillers (Landenweiler, 1940–1944 Ladenweiler) eingemeindet. Es besitzt ein barockes Schloss, das zwischen 1904 und 1906 nach Plänen von Bodo Ebhardt erheblich erweitert wurde, wobei ihm ein mittelalterlicher Charakter verliehen werden sollte.

### Demographie
| Anzahl Einwohner seit Ende des Zweiten Weltkriegs | Anzahl Einwohner seit Ende des Zweiten Weltkriegs | Anzahl Einwohner seit Ende des Zweiten Weltkriegs | Anzahl Einwohner seit Ende des Zweiten Weltkriegs | Anzahl Einwohner seit Ende des Zweiten Weltkriegs | Anzahl Einwohner seit Ende des Zweiten Weltkriegs | Anzahl Einwohner seit Ende des Zweiten Weltkriegs | Anzahl Einwohner seit Ende des Zweiten Weltkriegs | Anzahl Einwohner seit Ende des Zweiten Weltkriegs |
| ------------------------------------------------- | ------------------------------------------------- | ------------------------------------------------- | ------------------------------------------------- | ------------------------------------------------- | ------------------------------------------------- | ------------------------------------------------- | ------------------------------------------------- | ------------------------------------------------- |
| Jahr                                              | 1962                                              | 1968                                              | 1975                                              | 1982                                              | 1990                                              | 1999                                              | 2007                                              | 2019                                              |
| Einwohner                                         | 1238                                              | 1240                                              | 1708                                              | 2263                                              | 2365                                              | 2391                                              | 2954                                              | 3006                                              |

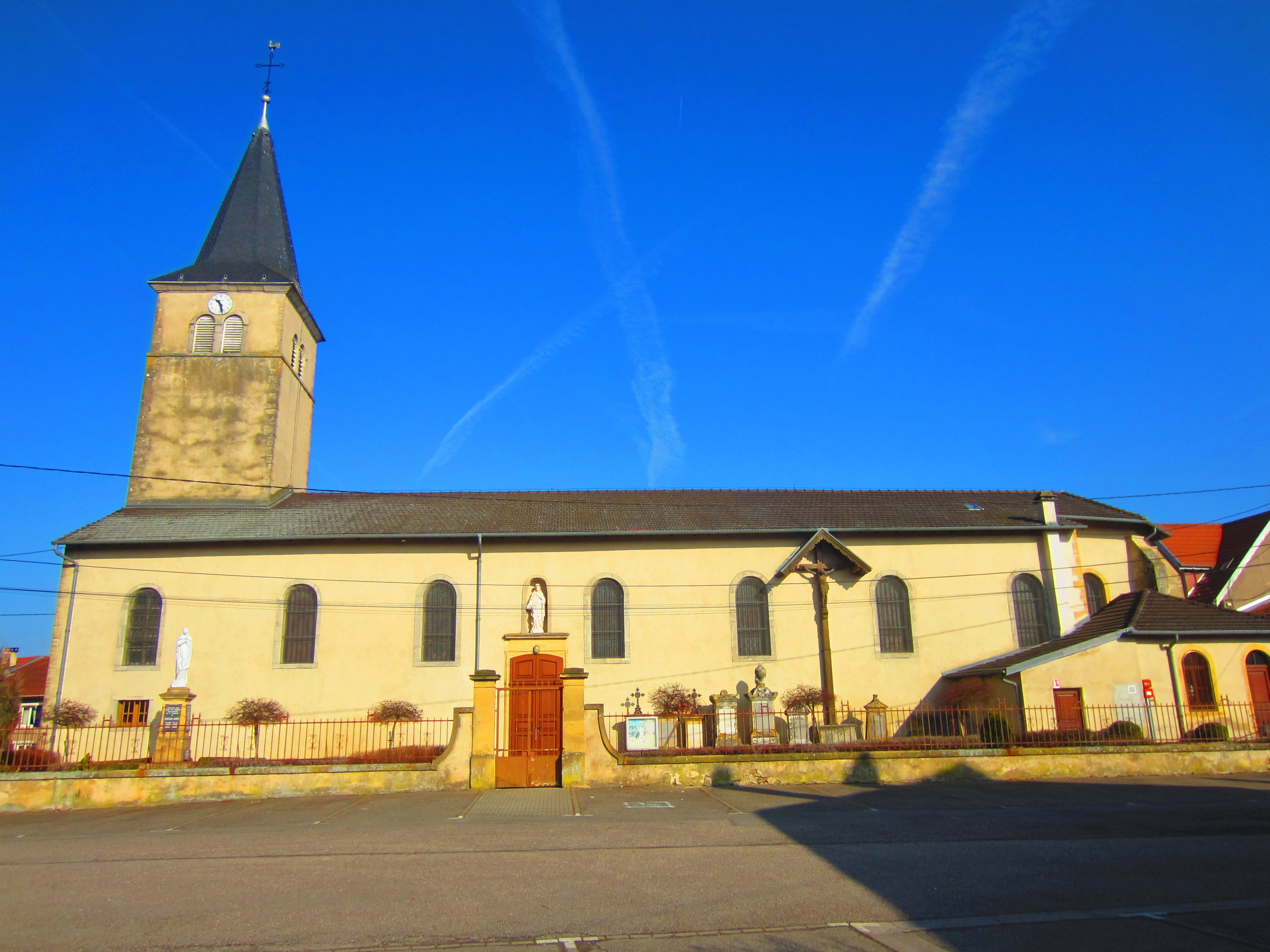
Kirche St. Remi
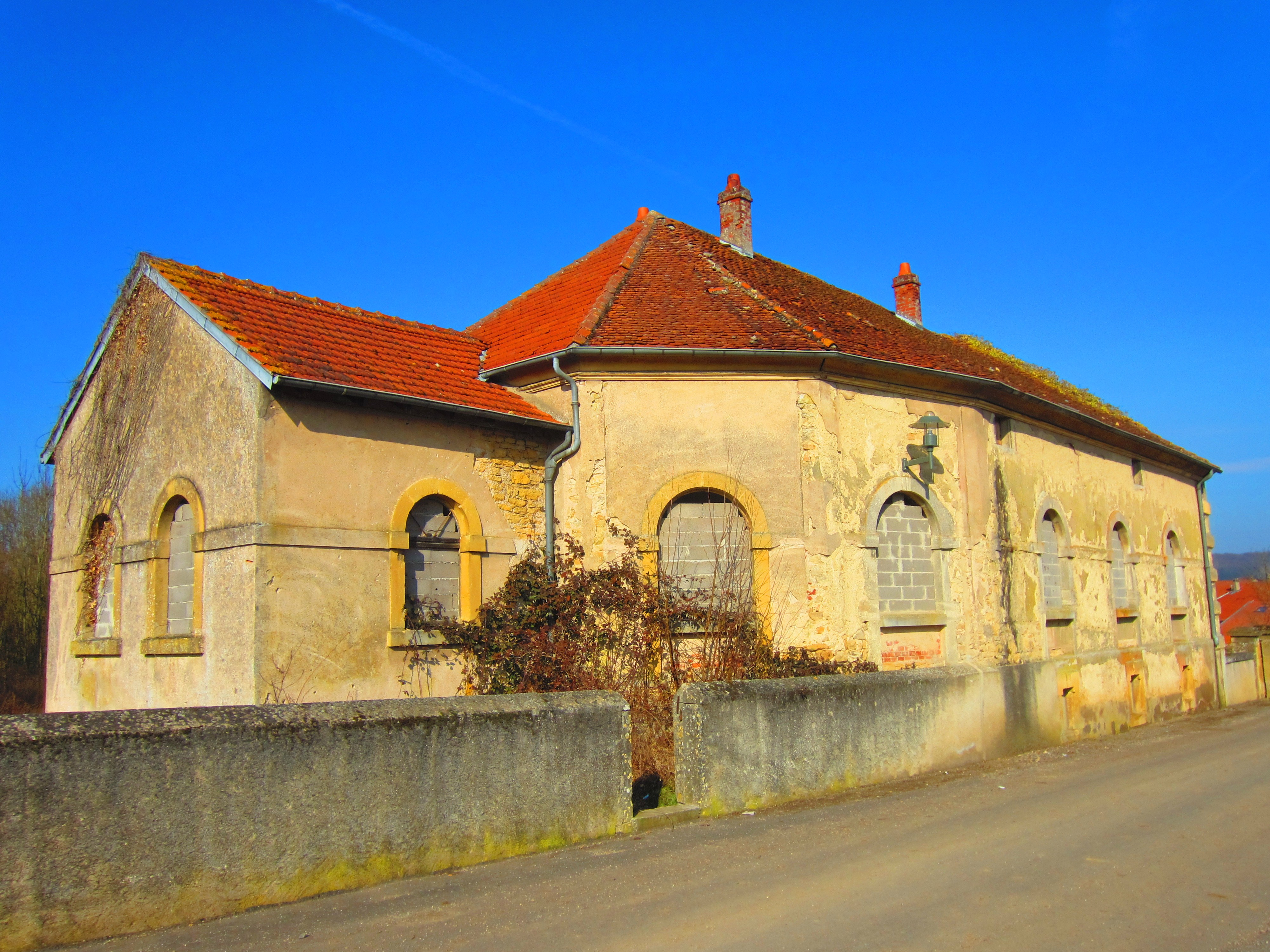
Kapelle des ehemaligen Konvents
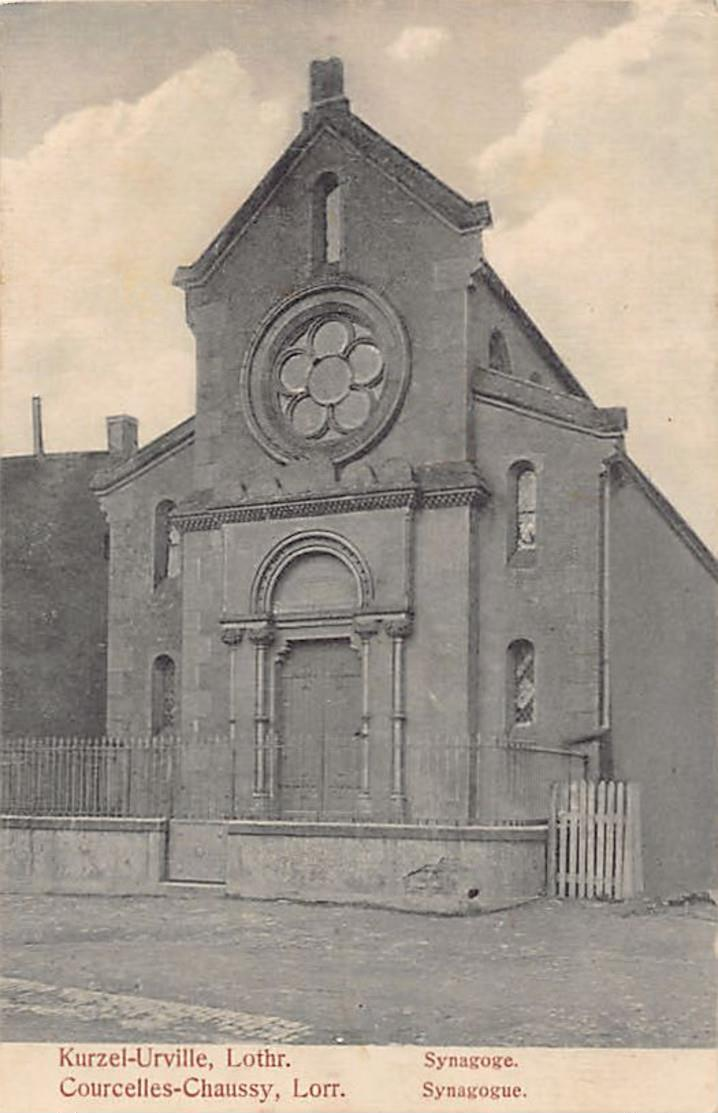
Ehemalige Synagoge (Aufnahme vor dem Ersten Weltkrieg)
Kaiserpavillon des Bahnhofs Kurzel
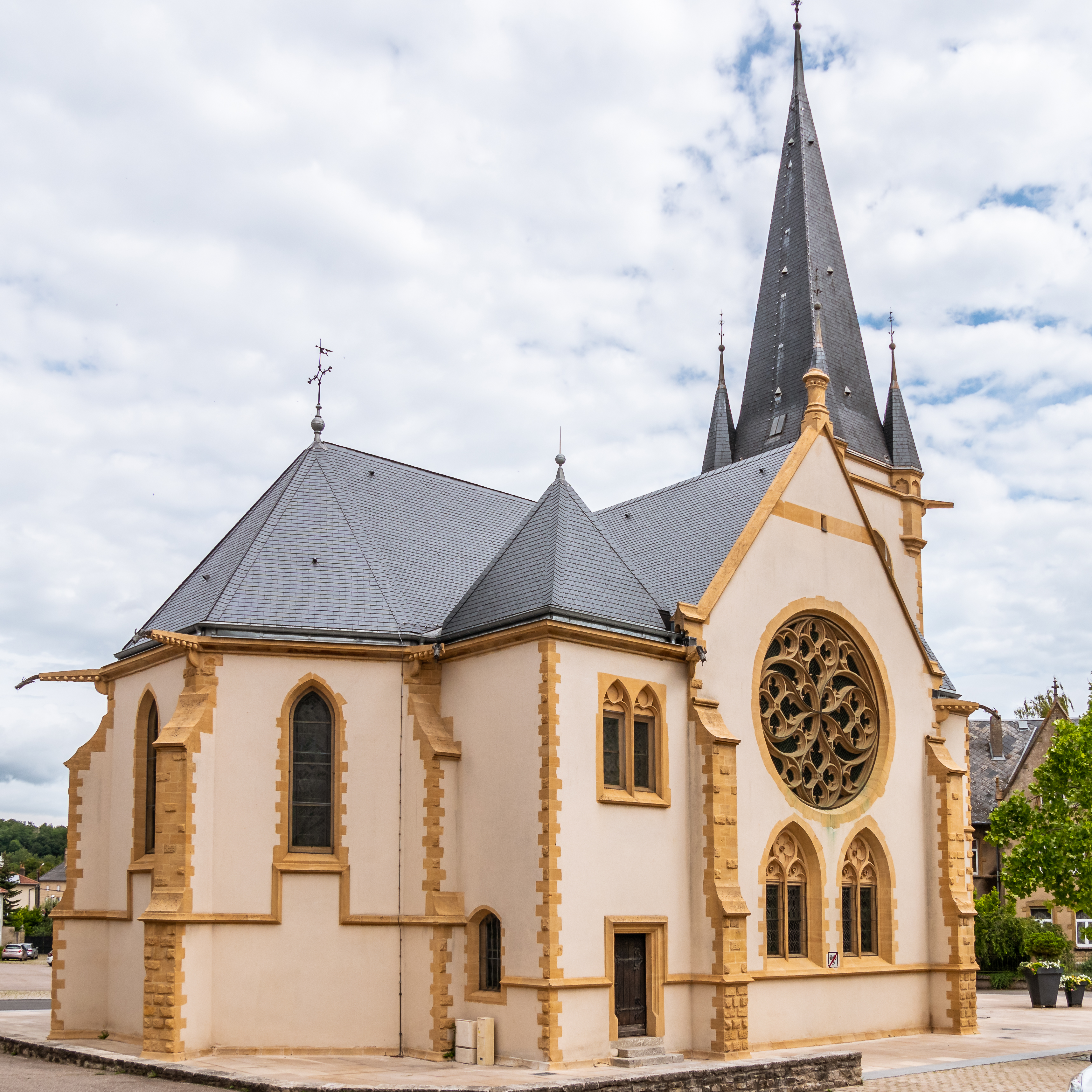
Protestantische Kirche

## Verkehr
Der Bahnhof Courcelles-Chaussy lag an der Bahnstrecke Courcelles–Téterchen. Er hatte ein eigenes Empfangsgebäude („Fürstenbahnhof“) für den Kaiser, wenn der zu Schloss Urville an- und abreiste. Auf der Strecke und im Bahnhof endete der Personenverkehr 1948, der Güterverkehr wurde 1985 aufgegeben.